# Franz Theuer
Franz Theuer (* 27. Dezember 1922 in Podersdorf am See; † 2. Mai 2003 in Schützen am Gebirge) war ein österreichischer Historiker und Mitglied der Bundesgendarmerie.

## Leben
Theuer wurde bereits mit 19 Jahren zur deutschen Wehrmacht eingezogen und im Zweiten Weltkrieg schwer verwundet. Er geriet nach Kriegsende in jugoslawische Gefangenschaft. Ein oft verwendetes Zitat Theuers lautet: „Lieber 100 Jahre verhandeln, als nur einen Tag Krieg führen.“ Theuer stand 40 Jahre, zuletzt im Rang eines Obersts, im Dienste der Österreichischen Bundesgendarmerie und war maßgeblich für deren Aufbau und Leitung im Burgenland verantwortlich. Bekannt wurde er durch seine Publikationen zu historischen Themen. Am 31. März 1987 trat er in den Ruhestand, schrieb jedoch bis zu seinem Lebensende.

## Werke
- Chronik der Marktgemeinde Podersdorf am See, Burgenland [Erstfassung von Franz Theuer, überarbeitet und weitergeführt von Johann Ettl und Arbeitsgruppe, Beiträge von: Cristian Achs, u. a.], Marktgemeinde Podersdorf am See, Podersdorf 2005.
- Schicksalsjahre Österreichs 1815–1914. Die grossen Revolutionen und Kriege Europas, dramatisch historische Erzählung. Roetzer, Eisenstadt 1998, ISBN 3-85374-300-5.
- Blutiges Erbe. Die Habsburger im Kampf mit Franzosen, Päpsten, Ungarn und Türken um die Vorherrschaft in Italien und Ungarn – Die Reformation – Untergang Ungarns im Türkensturm und seiner Eingliederung in das Osmanische Reich. Roetzer, Eisenstadt 1996, ISBN 3-85374-274-2.
- Der Raub der Stephanskrone. Der Kampf der Luxemburger, Habsburger, Jagiellonen, Cillier und Hunyaden um die Vorherrschaft im pannonischen Raum. Roetzer, Eisenstadt 1994, ISBN 3-85374-242-4.
- Brennendes Land. Kuruzzenkriege. Ein historischer Bericht. Ein Böhlau-Sonderband. Böhlau, Wien / Köln / Graz 1984, ISBN 3-205-07255-3.
- Ritterburg Lockenhaus in der Geschichte, Sage und Literatur [Bildtexte: Alfred Ratz. Fotos: Fotostudie Blasy]. Roetzer, Eisenstadt 1981, ISBN 3-85374-082-0.
- Tragödie der Magnaten. Die Verschwörung von Murany bis zum Ödenburger Reichstag. Ein historischer Bericht. Ein Böhlau-Sonderband. Böhlau, Wien / Köln / Graz 1979, ISBN 3-205-07150-6.
- Verrat an der Raab. Als Türken, Tataren und Kuruzzen 1683 gegen Wien zogen. Das Bergland-Buch, Salzburg / Stuttgart / Zürich 1976, ISBN 3-7023-0062-7.
- Thanatos und Hirtenflöte Gedichte. 2. Auflage, Das Bergland-Buch, Salzburg / Stuttgart / Zürich 1975 (Erstausgabe 1974), ISBN 3-7023-0040-6.